# Sudince
Sudince es un municipio del distrito de Krupina en la región de Banská Bystrica, Eslovaquia, con una población estimada a final del año 2024 de 92 habitantes.
Se encuentra ubicado al oeste de la región, sobre los montes Centrales Eslovacos (Cárpatos occidentales), a poca distancia al sur del río Hron —un afluente izquierdo del Danubio— y al este de la región de Nitra.

## Demografía
| Año        | 1994 | 2004     | 2014     | 2024  |
| ---------- | ---- | -------- | -------- | ----- |
| Población  | 68   | 59       | 80       | 92    |
| Diferencia |      | −13,23 % | +35,59 % | +15 % |

| Año        | 2023 | 2024    |
| ---------- | ---- | ------- |
| Población  | 91   | 92      |
| Diferencia |      | +1,09 % |